# Parapithecidae
De Parapithecidae zijn een familie van uitgestorven primaten. De soorten uit deze familie leefden tijdens het Eoceen en Oligoceen in met name Noord-Afrika, maar eveneens in Zuid-Amerika en mogelijk Zuidoost-Azië.

## Fossiele vondsten
Fossielen van Parapithecidae zijn hoofdzakelijk in Egypte gevonden. In 2020 werden fossiele kiezen uit het Amazonegebied van Peru beschreven. Vondsten uit Myanmar worden ook wel toegeschreven aan een vorm uit de Parapithecidae. De Parapithecidae kwamen samen voor met de eerste smalneusapen (Oude Wereld) en breedneusapen (Zuid-Amerika), maar stierven in het Oligoceen uit.

## Kenmerken
De Parapithecidae waren vrij kleine apen. De bouw van de kaken en het korte gezicht komt overeen met dat van spookdieren. Afgaand op Apidium, het geslacht waarvan de meeste fossielen zijn gevonden, waren de Parapithecidae dagactieve, boombewonende, vruchtenetende apen die in groepen leefden.

## Taxonomie
De precieze classificatie van de Parapithecidae binnen de apen is onduidelijk. De volgende geslachten zijn beschreven:
- †Apidium (Osborn, 1908)
- †Arsinoea (Simons, 1992)
- †Biretia (Bonis et al., 1988)
- †Parapithecus (Schlosser, 1910)
- †Qatrania (Simons & Kay, 1983)
- †Ucayalipithecus (Seiffert et al., 2020)
- †Serapia (Simons, 1992)
- †Simonsius (Gingerich, 1978)